# Garden Grove Estates
Garden Grove Estates est une communauté située dans la province d'Alberta, dans le centre.